# Altonaer Museum

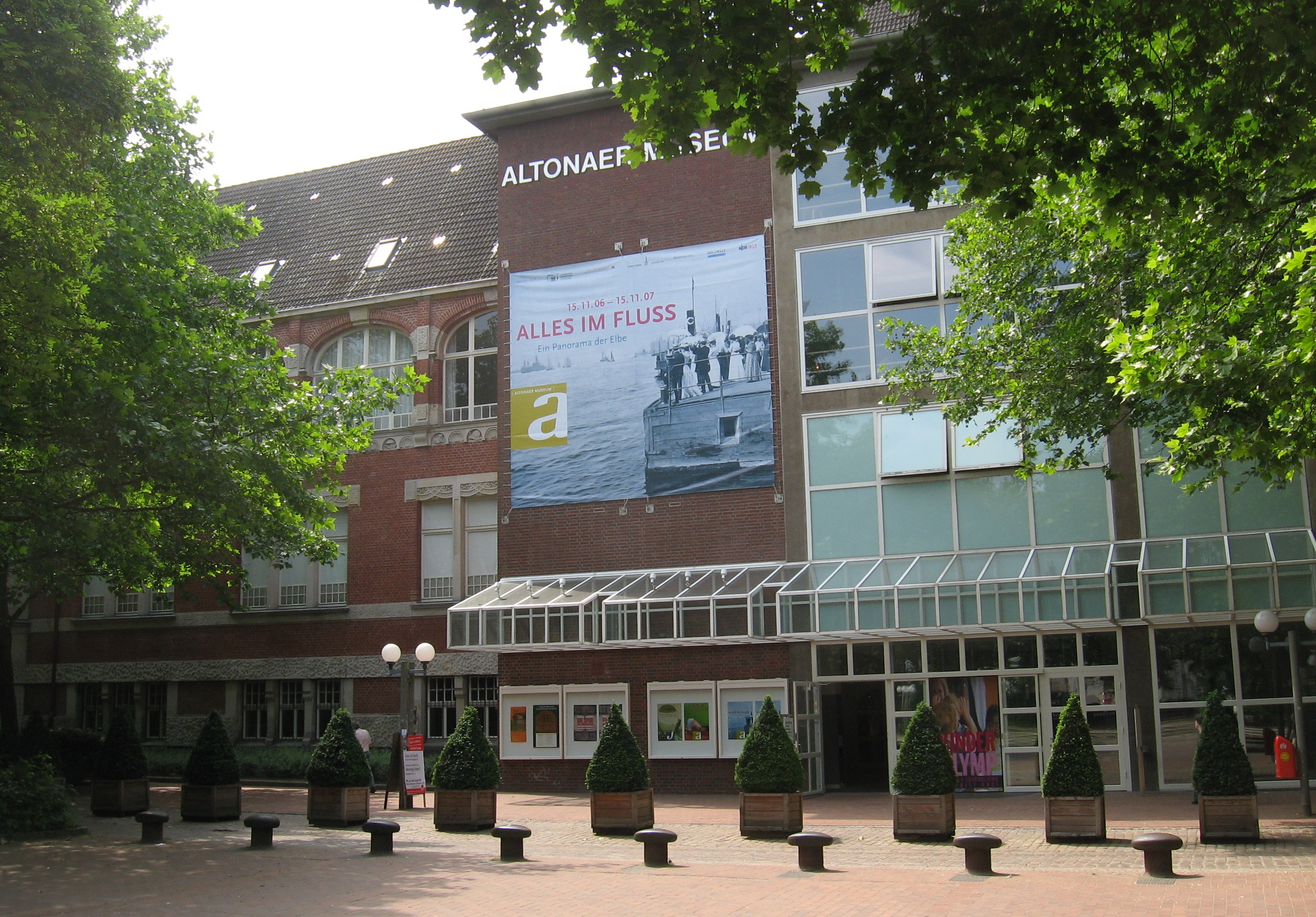
Ingången till Altonaer Museum

Altonaer Museum är ett konstmuseum samt kulturhistoriskt museum i stadsdelen Altona i Hamburg, Tyskland. Altonaer Museum är ett av de största regionala konstmuseerna i Tyskland och bildades 1863, medan Altona tillhörde Danmark. Museet har en samling på över 300 000 föremål anknutna till Nordtysklands kulturhistoria.